# Aficiones
Aficiones è il primo album de El Puchero del Hortelano, pubblicato nel 2000.

## Tracce
1. Las flechas torcidas de Cupido – 4:47
2. De ovejas y corderos – 4:36
3. Naino – 3:11
4. Esperándote – 3:29
5. Cancion del triste – 5:07
6. Ministro de sanidad – 3:36
7. Amor postal – 3:34
8. Que me lleva el viento – 1:50
9. Aficiones – 2:51
10. Por no tenerte – 4:43
11. Pareja perfecta – 5:41
12. Bulerias del autobus – 3:40